# Actinodaphne
Actinodaphne är ett släkte av lagerväxter. Actinodaphne ingår i familjen lagerväxter.

## Dottertaxa tillActinodaphne, i alfabetisk ordning[1]
- Actinodaphne albifrons
- Actinodaphne amabilis
- Actinodaphne ambigua
- Actinodaphne angustifolia
- Actinodaphne apoensis
- Actinodaphne archboldiana
- Actinodaphne bicolor
- Actinodaphne borneensis
- Actinodaphne bourdillonii
- Actinodaphne bourneae
- Actinodaphne brassii
- Actinodaphne caesia
- Actinodaphne campanulata
- Actinodaphne candolleana
- Actinodaphne celebica
- Actinodaphne concinna
- Actinodaphne concolor
- Actinodaphne corymbosa
- Actinodaphne cuneata
- Actinodaphne cupularis
- Actinodaphne cuspidata
- Actinodaphne diversifolia
- Actinodaphne dolichophylla
- Actinodaphne elegans
- Actinodaphne ellipticibacca
- Actinodaphne engleriana
- Actinodaphne ferruginea
- Actinodaphne forrestii
- Actinodaphne fragilis
- Actinodaphne fuliginosa
- Actinodaphne glabra
- Actinodaphne glauca
- Actinodaphne glaucina
- Actinodaphne glomerata
- Actinodaphne gracilis
- Actinodaphne gullavara
- Actinodaphne henryi
- Actinodaphne hirsuta
- Actinodaphne hookeri
- Actinodaphne intermedia
- Actinodaphne johorensis
- Actinodaphne kinabaluensis
- Actinodaphne koshepangii
- Actinodaphne kostermansii
- Actinodaphne kweichowensis
- Actinodaphne lanata
- Actinodaphne latifolia
- Actinodaphne lawsonii
- Actinodaphne lecomtei
- Actinodaphne ledermannii
- Actinodaphne leiantha
- Actinodaphne longifolia
- Actinodaphne longipes
- Actinodaphne macgregorii
- Actinodaphne macrophylla
- Actinodaphne macroptera
- Actinodaphne madraspatana
- Actinodaphne malaccensis
- Actinodaphne mansonii
- Actinodaphne menghaiensis
- Actinodaphne mollis
- Actinodaphne molochina
- Actinodaphne moluccana
- Actinodaphne montana
- Actinodaphne multiflora
- Actinodaphne mushaensis
- Actinodaphne myriantha
- Actinodaphne nicobarica
- Actinodaphne nitida
- Actinodaphne novoguineensis
- Actinodaphne obovata
- Actinodaphne obscurinervia
- Actinodaphne obtusa
- Actinodaphne oleifolia
- Actinodaphne omeiensis
- Actinodaphne paotingensis
- Actinodaphne pauciflora
- Actinodaphne percoriacea
- Actinodaphne perglabra
- Actinodaphne perlucida
- Actinodaphne pilosa
- Actinodaphne procera
- Actinodaphne pruinosa
- Actinodaphne pulchra
- Actinodaphne quinqueflora
- Actinodaphne rehderiana
- Actinodaphne reticulata
- Actinodaphne ridleyi
- Actinodaphne robusta
- Actinodaphne rumphii
- Actinodaphne salicina
- Actinodaphne samarensis
- Actinodaphne semengohensis
- Actinodaphne sesquipedalis
- Actinodaphne sessilifructa
- Actinodaphne sikkimensis
- Actinodaphne soepadmoi
- Actinodaphne solomonensis
- Actinodaphne spathulifolia
- Actinodaphne speciosa
- Actinodaphne sphaerocarpa
- Actinodaphne stenophylla
- Actinodaphne sulcata
- Actinodaphne tadulingami
- Actinodaphne tayabensis
- Actinodaphne tomentosa
- Actinodaphne trichocarpa
- Actinodaphne tsaii
- Actinodaphne venosa
- Actinodaphne wightiana